# 荷蘭村 (電視劇)
荷蘭村（英語：Holland V）是一套由新加坡新傳媒電視第8波道（現稱8頻道）在2003年製播的長篇家庭電視劇。劇裡講述在新加坡荷蘭村區賣椰漿飯的莫家。
這是新傳媒第一次製播長篇電視劇，劇內的故事是仿照香港無線電視長篇電視劇真情。

## 演員表

### 莫家
| 演員   | 角色   | 關係／暱稱 |
| 安哲明 | 莫 明  | 莫家六姐弟的父親。 見應家。 |
| 陳莉萍 | 莫婉婉 | 莫家大姐，39歲。 母親過世，父親莫明另娶後，帶著弟妹五人過日子。 在荷蘭村經營一個nasi lemak（椰漿飯）小食店。 16、7歲時認識林精采，未婚生下一女林絲婷，並交給林家撫養。 經常與蘇月萍針鋒相對，後和好。 方諾文的“SMS情人”。 暗戀方諾文，被楊雄明戀。影射十兄弟里的大力三。                          |
| 莫小玲 | 莫玲玲 | 天殘腳 莫家二姐，35歲。 田大華的妻子。 曾因為踢傷解僱她的前老闆而被判坐牢兩星期，出獄後嘗試做生意。但是生意資本被田大華用在競選上而不了了之。後來到一間傢俱行上班並升上主管。 與田大華離婚後，和蘇豪嘗試另一段感情。                                                                              |
| 黃奕良 | 田大華 | 鐵齒華 莫玲玲的丈夫，38歲。 好吃懶做和不務正業，每天只會伸手和老婆討錢 偷了老婆的資本去提名競選，但是落選。 與莫玲玲離婚後，洗心革面和好友經營搬家公司 |
| 許美珍 | 莫燕燕 | 莫家老三，24歲。 與莫晶晶是異卵雙胞胎姐妹，聰明伶俐卻很懶惰，為人好勝。 高天祥女友，數度分合。 發現晶晶的男友余宏志的真實身份後，欲對其橫刀奪愛，反被識破技倆。 與司徒良合作，冒充Sammi入侵她的電腦，利用公司來炒股票不果，並誤殺Sammi，後被洋洋交給警方，坐牢兩年。 出獄後，勉強與高天祥註冊結婚。 |
| 歐 萱  | 莫晶晶 | 莫家老四，24歲。 與莫燕燕是異卵雙胞胎姐妹，傻裡傻氣卻很勤勞。 與失憶後的余宏志成為情侶。 余宏志恢復記憶回美國後，晶晶放棄與他回美國的機會，與吳亞明成婚。 |
| 賴怡伶 | 莫柔柔 | 莫家老五，23歲。 與莫洋洋是異卵雙胞胎姐弟。 大學畢業後任職植物醫生。 與應天揚交往，才發現他是自己同父異母的弟弟，只得分手。 拒絕應天承的追求，被應天承強暴。 |
| 方展發 | 莫洋洋 | 莫家老么，23歲。 與莫柔柔是異卵雙胞胎姐弟。 就讀警察學校。 喜歡張惠，原被她騙財，後發展成情侶，但最後她不告而別。 |

### 林家
| 演員   | 角色   | 關係／暱稱 |
| 黃文永 | 林精采 | 43歲。 曾與莫婉婉有一段情，並生下一女林絲婷。 蘇月萍丈夫，後離婚。 |
| 向 雲  | 蘇月萍 | 42歲。 在荷蘭路的組屋樓下開一間小型洗衣店。 林精采妻子，後離婚。 蘇豪的姐姐。 將林精采帶回來的私生女林絲婷視如己出。 經常與莫婉婉針鋒相對，後和好。 林精采坐牢期間，與超級市場督工阿火有婚外情。 懷了阿火的孩子，後流產。 最後與阿火結婚。 |
| 楊意琳 | 林絲婷 | 22歲。 父親林精采與莫婉婉生下的女兒，視為生母的蘇月萍實為養母。 暗戀方諾文。 一心想當模特兒，被經紀公司老闆應天承騙入賣淫。 與老富商Steven蕭在一起。                                                                                       |
| 李國煌 | 蘇 豪  | 13-11 ，36歲。 蘇月萍的弟弟。 從唸書時就暗戀莫玲玲。 莫玲玲和丈夫離婚後，和其展開另一段戀情 |

### 楊家
| 演員   | 角色   | 關係／暱稱                                                                                         |
|        | 楊一發 | “楊家三霸”的父親。                                                                                 |
| 謝韶光 | 楊 雄  | 38歲，楊一發長子，“楊家三霸”老大。 協助父親打理飲食集團，與莫婉婉的小食店作對。 與莫婉婉有感情線。 |
| 胡問遂 | 楊 哲  | 27歲，楊一發次子，“楊家三霸”老二。 楊家一向與莫家作對，卻暗戀莫晶晶。                              |
| 樂 瑤  | 楊 琳  | 23歲，楊一發幼女，“楊家三霸”老么。 楊家一向與莫家作對，卻暗戀莫洋洋。                              |

### 應家
| 演員   | 角色     | 關係／暱稱 |
| 安哲明 | 莫 明    | 莫家六姐弟的父親。 當年在大學埋首搞研究，連妻子生子也懵然不知，妻子氣得和他離婚。 離婚後，另娶大學時期暗戀自己的應莎麗，生下應天揚。                                                                      |
| 朱玉葉 | 應莎麗   | 應天承與應天揚的母親，與前夫離異後，與大學是暗戀的同學莫明再婚。 後因受刺激，心臟病發而身亡。 |
| 張汶祥 | 應天寶   | Alexandra 莎麗與前夫所生的長子，應天承的哥哥，應天揚同母異父的大哥。 |
| 洪昭容 | 伊麗沙白 | 應天寶的妻子 |
| 王建復 | 應天承   | Edison應，終極大反派，28歲。 莎麗與前夫所生的次子，應天寶的弟弟，應天揚同母異父的二哥。 人面獸心，假藉模特廣告名義偷窺女人 喜歡莫柔柔不遂，強暴了莫柔柔。在一次試圖強暴另一名女子時，活該被雷劈到變成焦炭 |
| 張耀棟 | 應天揚   | 23歲。 莎麗與莫明所生兒子，應天承同母異父的弟弟。 與莫柔柔交往，才發現他是自己同父異母的姐姐，只得分手。                                                                                                  |

### 其他
| 演員   | 角色     | 關係／暱稱 |
| 鄭各評 | 方諾文   | 36歲，醫生。 看診時滔滔不絕，平時說話卻靦腆而口吃。 莫婉婉的“SMS情人”。 與莫婉婉和林絲婷有感情線。 為何雨潔的初戀情人。 |
| 陳泓宇 | 余宏志   | 小心 30歲，美國矽谷的電腦專才。 在美國有一女友Angel。 因意外而失憶，與莫晶晶成為男女朋友。 莫燕燕欲對其橫刀奪愛。 恢復記憶後，想帶晶晶回美國發展，被拒絕。 |
| 何耀珊 | Angel    | 余宏志的女友。 |
| 陳國華 | 梁阿火   | 阿 火 組屋樓下超級市場督工。 蘇月萍的情夫。 蘇月萍離婚後，向她求婚二次皆失敗，後終得以成婚。 |
| 洪大目 | 八姑     | 吳亞明的母親。 |
| 姚玟隆 | 吳亞明   | 雞王 張惠的丈夫，後離婚。 默默喜歡莫晶晶，後與莫晶晶成婚。 |
| 陳天文 | 高天祥   | 莫燕燕的男友，數度分合，對她一往情深。 後與莫燕燕註冊結婚。 |
| 曾曉英 | 何雨潔   | 方諾文的初戀情人。 |
| 夏佳婕 | 張 惠    | 小惠 來自中國，新加坡永久居民。 吳阿明的妻子，後離婚。 司徒良的情人，後分開。 被莫洋洋喜歡，原欲趁機騙財，後亦喜歡上洋洋，卻發現懷了司徒良的孩子。在選擇與洋洋不告而別時，被洋洋真情打動決定留下。 後來決定和洋洋結婚，但在結婚當天為了救洋洋被司徒良開車撞死。 |
| 肖 君  | 司徒良   | 來自中國，新加坡永久居民。 張惠的情人，後分開。 與莫燕燕合作入侵Sammi電腦，藉公司之名炒股票，事蹟敗露。 在被洋洋追緝時，為了逃逸開車撞死張惠。 |
| 林益民 | 林益民   | 美食專家。 |
| 李美玲 | Maggie   | 田大華前女友，與蘇豪有一夜情。 田大華離婚後，與他在一起。 |
| 王 宇  | Zoe      | Maggie的女兒，生父不詳。 後被莫玲玲和莫婉婉收養。 |
| 陳澍承 | Steven蕭 | 老富商。 包養林絲婷。 |
| 許美珍 | Sammi    | 銀行高管，年薪三百萬 司徒良的上司，與莫燕燕長得很像。 被莫燕燕冒充自己的身份，被自己識破，與燕燕爭執時誤被她推下山坡摔死。 |
| 黎俐君 | 謝婷風   | 伯芝 喜歡蘇豪。 |

## 製播原因
從2000年至2004年，新加坡政府允許控制當地報業的報業控股集團經營報業傳訊電視台。旗下的華語頻道優頻道播出的香港節目為新傳媒第八波道的節目帶來非常大的打擊。為了增加收視，新傳媒就以當時由優頻道播出的「真情」為藍本，製播荷蘭村。

## 獎項
| 2003 | 第10屆 紅星大獎2003 |                  |                        |        |      |
| 2003 | 第10屆 紅星大獎2003 | 最佳剧本         | 洪荣狄                 | 不適用 | 獲獎 |
| 2003 | 第10屆 紅星大獎2003 | 最佳男主角       | 谢韶光                 | 杨雄   | 獲獎 |
| 2003 | 第10屆 紅星大獎2003 | 最佳女主角       | 陈莉萍                 | 莫婉婉 | 獲獎 |
| 2003 | 第10屆 紅星大獎2003 | 最佳女主角       | 欧萱                   | 莫晶晶 | 提名 |
| 2003 | 第10屆 紅星大獎2003 | 最佳男配角       | 黄奕良                 | 田大华 | 獲獎 |
| 2003 | 第10屆 紅星大獎2003 | 最佳男配角       | 黄文永                 | 林精采 | 提名 |
| 2003 | 第10屆 紅星大獎2003 | 最佳男配角       | 王建复                 | 应天承 | 提名 |
| 2003 | 第10屆 紅星大獎2003 | 最佳男配角       | 姚玟隆                 | 吴亚明 | 提名 |
| 2003 | 第10屆 紅星大獎2003 | 最佳女配角       | 莫小玲                 | 莫玲玲 | 獲獎 |
| 2003 | 第10屆 紅星大獎2003 | 最佳女配角       | 向云                   | 苏月萍 | 提名 |
| 2003 | 第10屆 紅星大獎2003 | 最佳主题曲       | 邓雪华、邓妙华、邓桂华 | 不適用 | 提名 |
| 2003 | 第10屆 紅星大獎2003 | 青苹果奖         | 王宇                   | Zoe    | 獲獎 |
| 2003 | 第10屆 紅星大獎2003 | 最佳电视剧       | 不適用                 | 不適用 | 獲獎 |
| 2003 | 第10屆 紅星大獎2003 | 最高收视率电视剧 | 不適用                 | 不適用 | 獲獎 |

## 同时期竞争节目
- 三立台湾台 - 《天地有情》（星期一至五20:00 - 21:30）
- 民视 - 《青龙好汉》、《日正當中 (電視劇)》（星期一至五20:00-21:30）